# Landskapssång
En landskapssång är en sång som uttrycker kärlek till och uppskattning för ett landskap. Landskapssångerna motsvarar därvid nationalsångerna på landskapsnivå.